# 宝华山薹草
宝华山薹草（学名：Carex baohuashanica）为莎草科薹草属下的一个种，是中国的特有植物。分布于中国大陆的江苏等地，常生长在山谷，目前尚未由人工引种栽培。

## 扩展阅读
- 維基物種上的相關：宝华山薹草